# Curare (Zeitschrift)
Curare. Zeitschrift für Medizinethnologie ist eine seit 1978 erscheinende wissenschaftliche Fachzeitschrift im Bereich Medizinanthropologie. Sie wird herausgegeben von der 1970 als Verein gegründeten Arbeitsgemeinschaft Ethnologie und Medizin (bis 2018 unter dem Namen Arbeitsgemeinschaft Ethnomedizin). Die Zeitschrift bietet ein internationales und interdisziplinäres Forum für die wissenschaftliche Auseinandersetzung mit medizinanthropologischen Themen, die sämtliche Aspekte von Gesundheit, Krankheit, Medizin und Heilung in Vergangenheit und Gegenwart in allen Teilen der Welt umschließt.
Alle wissenschaftlichen Forschungsartikel werden nach einer ersten Durchsicht durch das Redaktionsteam einer externen Begutachtung im Doppelblindverfahren unterzogen. Alle anderen Beiträge werden von der Redaktion intern begutachtet. Neben Forschungsartikeln werden auch Tagungsberichte und Buchbesprechungen veröffentlicht. Die Rubrik „Forum“ bietet darüber hinaus Raum für essayistische Beiträge, Interviews und ethnographische Vignetten.
Curare publiziert Beiträge auf Englisch und als einzige Zeitschrift für Medizinanthropologie auch auf Deutsch. Sie unterstützt die Publikation von Schwerpunktheften durch Gastherausgeberschaften.
Die Zeitschrift erscheint im Berliner Verlag für Wissenschaft und Bildung, davor im Vieweg-Verlag. Der Untertitel der Zeitschrift lautete bis 2007 Zeitschrift für Ethnomedizin und transkulturelle Psychiatrie.
Der h-Index der Zeitschrift beträgt 18 (Stand: 2016).